# Франческо де Медичи
Вижте пояснителната страница за други личности с името Франческо де Медичи.
Франчèско де Мèдичи (на италиански: Francesco de' Medici; * 16 октомври 1614, Флоренция, Велико херцогство Тоскана; † 25 юли 1634, Регенсбург, Свещена Римска империя) от фамилията Медичи, е принц от Тоскана и военен.

## Произход
Той е четвъртият син и шестото дете на тосканския велик херцог Козимо II де Медичи (* 1590, † 1621) и съпругата му ерцхерцогиня Мария Магдалена Австрийска (* 1589, † 1631). По бащина линия е внук на Фердинандо I, велик херцог на Тоскана, и Кристина Лотарингска от Лотарингите, а по майчина – на Карл II, ерцхерцог на Австрия от Хабсбургите, и на Мария Анна Баварска от рода Вителсбахи. Има четири братя и три сестри:
- Мария Кристина де Медичи (* 1609, † 1632), родена инвалид, неомъжена
- Фердинандо II де Медичи (* 1610, † 1670), меценат, 5-и Велик херцог на Тоскана от 1621 г., съпруг на Витория дела Ровере, наследничка на херцог Федерико Убалдо дела Ровере
- Джован(и) Карло де Медичи (* 1611, † 1663), кардинал от 14 ноември 1644 г.
- Маргерита де Медичи (* 1612, † 1679), от 1628 г. съпруга на херцог Одоардо I Фарнезе от Парма и Пиаченца, регентка на Херцогство Парма и Пиаченца (1646 – 1648)
- Матиас де Медичи (* 1613, † 1667), военен, губернатор на Сиена (1629 – 1636, 1641 – 1643, 1644 – 1667), неженен
- Анна де Медичи (* 1616, † 1676), ерцхерцогиня на Предна Австрия от 1646 г. чрез брака си с ерцхерцог Фердинанд Карл Австрийски-Тирол
- Леополдо де Медичи (* 1617, † 1675), кардинал от 12 декември 1667 г., губернатор на Сиена (1636 – 1641 и 1643 – 1644).

## Биография

### Ранни години
Франческо де Медичи носи името на своя чичо по бащина линия Франческо Фердинандоде де Медичи, починал от коремен тиф няколко месеца преди раждането му. В деня след раждането си е кръстен в Палацо Пити. Ритуалът е проведен от флорентинския архиепископ Алесандро Марци-Медичи. Кръстник на принца е роднината на майка му Сигизмунд III Васа, крал на Полша и велик княз на Литва, който е представен по време на ритуала от своя пратеник.
Франческо израства и е възпитаван с по-големия си брат Матиас. Разликата във възрастта между тях е само година. Придворният лекар и учителите на принцовете изпращат ежедневни писмени доклади на майка им за здравословното им състояние, напредъка им в образованието и за всички събития в живота им. След смъртта на баща им, когато майка им и баба им стават регентки на по-големия им брат, великия херцог Фердинанд II, за учители на принцовете са назначени хора, които нямат изключителни познания, но имат благороднически произход и принадлежат към най-високите слоеве на духовенството. Децата са възпитавани като привърженици на Контрареформацията и идеите на Абсолютизма. Франческо, по решение на майка си, се подготвя за военна кариера. Военният и писател Фабрицио Барболани ди Монтауто е назначен за негов учител и възпитател. Принцът обаче няма способности за военни дела. Той е изискан млад мъж със слабо телосложение, който предпочита живота в двора с балове, пиршества и лов пред военните битки.

### Кариера и преждевременна смърт
През септември 1631 г. Франческо, заедно с Матиас, посещава императорския двор във Виена, където вдовстващата Велика княгиня представя синовете си на брат си, император Фердинанд II. Майката на принцовете се опитва да осигури те да влязат в имперската армия при Албрехт фон Валенщайн. По време на пътуването Франческо и Матиас продължават да се забавляват с лов и балове до ноември 1631 г., когато вдовстващата Велика херцогиня умира внезапно в Пасау. По-големият брат, Великият херцог на Тоскана, им позволява да останат в чужбина и разпределя корпус от 1000 конници и 6000 пехотинци под тяхно командване в имперската армия. През пролетта на 1632 г., поради военните успехи на протестантите в Тридесетгодишната война, Великият херцог на Тоскана дава на братята 100 хил. скудо и голямо количество оръжия с изискването незабавно да отидат в активната имперска армия и да се докажат в битки с протестантите на страната на императора.
През юли 1632 г. Франческо и Матиас отиват в театъра на военните действия. След среща с императора във Виена те пристигат в лагера на императорската армия близо до Нюрнберг. На 16 ноември 1632 г. те за първи път участват в битката – битката при Лютцен. След като посреща принцовете с ентусиазъм, Валенщайн скоро започна да се отнася към тях негативно. Причината за това е недоволството на генералисимуса от недостатъчното участие на Велико херцогство Тоскана в снабдяването на имперската армия. Отначало той отказва да даде военни звания, съответстващи на произхода на принцовете. Тогава, желаейки да се отърве от присъствието на Франческо и Матиас в действащата армия, през юли 1633 г. той напълно им отнема командването на полковете. Както вярват самите принцове, причината за такова отношение към тях от страна на генералисимуса е, че в императорския двор те говорят за възможното предателство на Валенщайн. През февруари 1634 г. в писмо до великия херцог Франческо и Матиас искат разрешение да напуснат императорската армия, страхувайки се за живота си, ако обвинението в предателство срещу генералисимуса се потвърди. По-големият брат удовлетворява молбата им и през същия месец те напускат театъра на военните действия и пристигат в замъка Нойщат.
Неуспешното начало на военната служба окончателно убеждава Франческо в непригодността му за военна кариера, за което той пише в писмо до по-големия си брат през март 1634 г. Не му е обаче позволено да напусне имперската армия. През май същата година, начело на кавалерията на Великото херцогство, Франческо участва в обсадата на Регенсбург. През юли в лагера на обсаждащите избухва чума. Франческо се разболява, но лекарите не диагностицират веднага заболяването му. Състоянието му бързо се влошава, а изпратеният при него императорски лекар не може да направи нищо. 19-годишният Франческо умира близо до Регенсбург на 25 юли 1634 г. Първо останките на принца са пренесени във Францисканския манастир в Болцано. Новината за смъртта му стига до двора във Флоренция в началото на август, когато всички там се подготвят за сватбата на Фердинандо II и Витория дела Ровере. По заповед на Великия херцог на 30 август 1634 г. е извършено тържествено погребение на покойника в базиликата Сан Лоренцо във Флоренция. Няма потомство.

## В изкуството
Няколко портрета на Франческо, изобразяващи го на различни възрасти, са оцелели и почти всичките са от Юстус Сустерманс. Детски портрет на принца (ок. 1625 г.) от същия художник, който е копие на творба на Франческо Бианки Буонавита, се намира в колекцията на Музея на историята на изкуството във Виена. На платното той е изобразен с далматинец. Още два портрета на Сустерманс (ок. 1628 г.), на които Франческо е изобразен в броня, се намират в колекциите на Галерия „Уфици“ и в Палатинската галерия във Флоренция. Те са изписани малко след като принцът пада от коня си при порта Сан Фредиана и си чупи крака. Друг портрет от същия художник, рисуван от него малко преди смъртта на принца, се намира в колекцията на Националния музей в Краков.